# 湾塘线路所
湾塘线路所是位于云南省屏边苗族自治县湾塘乡的一个铁路线路所，现有昆河铁路经过该站，中心里程K371+186，隶属于昆明铁路局开远车务段。线路所前身为湾塘火车站，始建于1909年，并于2010年撤销（撤销前为四等站）。后来因相邻的芷村（中心里程K312+391）—腊哈地（中心里程K393+652）区间距离过长，行车效率低下，故于2015年再度恢复为线路所。线路所作铁路闭塞区段的分界点，仅办理列车通过和应急停靠，不办理客货运业务。线路所另保留有湾塘铁路工区，有维护铁路的工人驻守。